# Hermersdorf/Obersdorf
Hermersdorf/Obersdorf, auch Hermersdorf-Obersdorf war eine von 1970 bis 2002 existierende Gemeinde im Kreis Strausberg, zuerst im Bezirk Frankfurt (Oder) der Deutschen Demokratischen Republik, von 1990 bis 1993 im Landkreis Strausberg des Landes Brandenburg und schließlich von 1993 bis zur Eingliederung und Auflösung 2002 in die Stadt Müncheberg im Landkreis Märkisch-Oderland (Brandenburg).

## Geografische Lage
Hermersdorf liegt nördlich des Stadtzentrums im Naturpark Märkische Schweiz, östlich Wulkow, ein Ortsteil der Stadt Neuhardenberg.

## Geschichte und Etymologie

### 13. bis 16. Jahrhundert
Obersdorf wurde 1253 als villa Oprechti vom schlesischen Kloster Leubus angelegt, dem 1224 nach der Teilung des Landes Lebus dort Land übertragen worden war. In einer Urkunde von 1344 heißt der Ort Otbrechstorp. 1400 hatte er 54 Hufen und vermutlich einen Rittersitz. Als Teil der Lehensherrschaft Buckow teilte Obersdorf dessen Schicksal: 1405 wurde es einem Ritter Poppo von Holzendorf verkauft. Der verkaufte es 1416 an Kuno von Ziegesar (auch Segeser oder Ziesar). Im 17. Jh. ging es an Georg Adam von Pfuel und 1688 an Graf Heino Heinrich von Flemming.

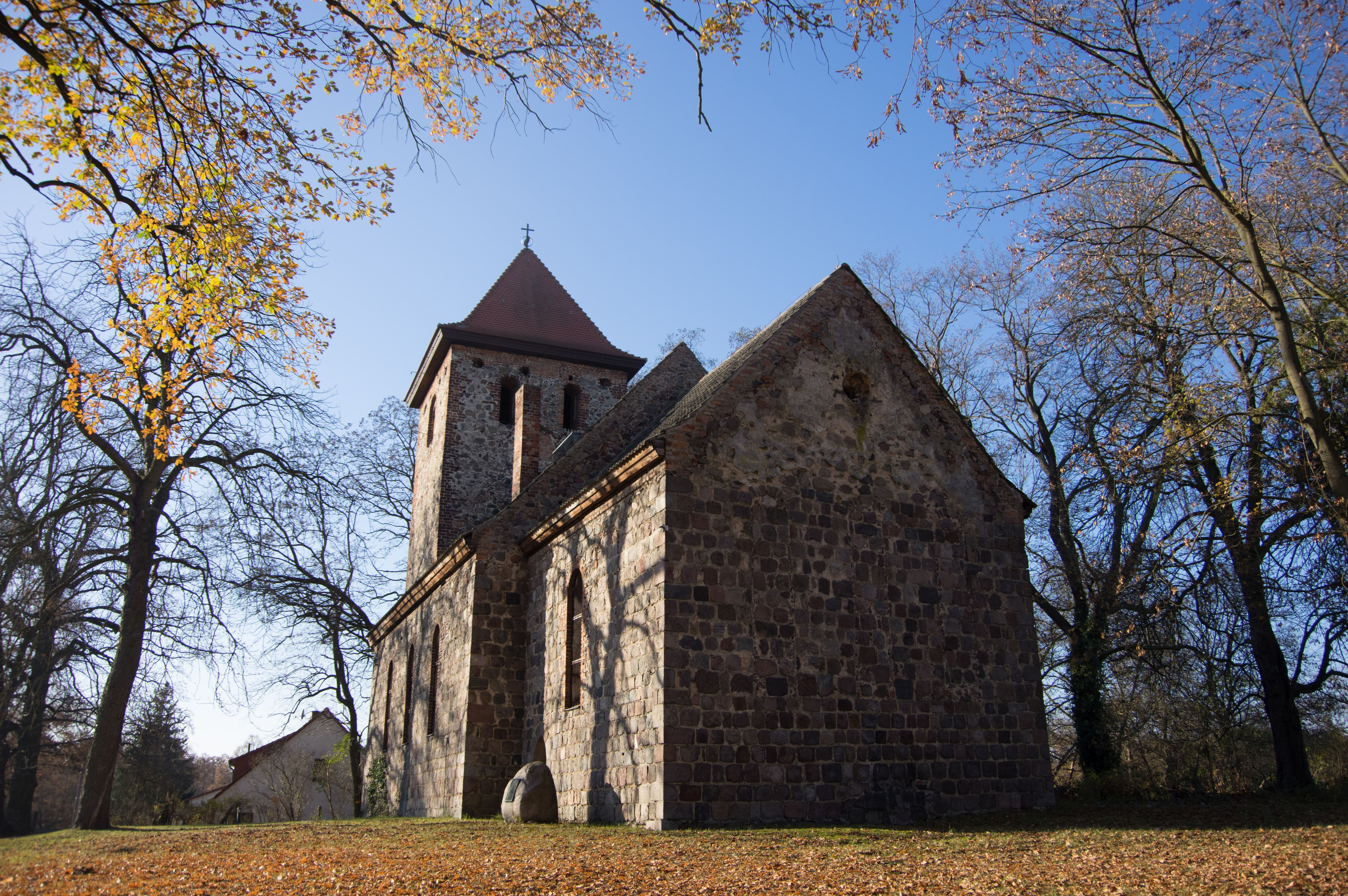
Dorfkirche aus dem 13. Jahrhundert

Die Region gehörte von 1253 bis 1284/1287 dem Erzbischof von Magdeburg, die es seit vor 1300 an den Markgrafen weitergab. Hermersdorf wurde als Gut schon 1283 unter dem Namen Hermansdorp genannt, als der Ritter Reinhard von Strele vom Erzbischof von Magdeburg mit dem Dorf belehnt wurde. Anschließend wurde das Dorf geteilt. Den Rittersitz mit zwei Schäfereien, 18 Hufen mit sechs Hufnern und elf Kossäten, 2⁄3 der Ober- und Untergerichtsbarkeit sowie das Kirchenpatronat (1586) erhielten von vor 1380 bis 1527 die von Schapelow. Von dort gelangte er 1527 bis 1586 an die von Luckowen (Luckau) und von 1586 bis 1619 an die von Kötteritz. Anschließend übernahm die Familie von Pfuel den Anteil, musste ihn aber mehrfach verpfänden, zuletzt 1676 an die Familie von Derfflinger, die damit auch den zweiten Anteil und damit das gesamte Dorf besaß. Dieser zweite Anteil bestand aus einem Hof mit zehn Hufen, den 1412 zunächst die Familie von Hohendorff besaß. Die Schreibweise des Dorfes änderte sich in dieser Zeit im Jahr 1405 auf Hermannsdorff. Der Hof kam vor(?) 1460 bis 1545 in den Besitz der von Schlegel und wurde dort im Jahr 1460 als frei, d. h. nicht mehr abgabenpflichtig bezeichnet. Im Jahr 1540 hielten die von Schlegel 1⁄3 des Dorfes mit Ober- und Untergerichtsbarkeit sowie Kirchenpatronat. Dieser Anteil kam 1545 bis nach 1653 an die von Schapelow und war von 1624 bis 1635 im Pfandbesitz derer von Pfuel, bevor er schließlich mit dem ersten Anteil vereinigt wurde. In dieser Zeit war das Dorf 64 Hufen groß, davon standen dem Pfarrer vier Hufen zu (1405 und 1460). Die Kirche besaß im besagten Zeitraum eine Hufe (1460). Im Jahr 1555 waren 56 Hufen abgabenpflichtig und zahlten 36 Schock 36 Groschen (gr) Bischofszehnten.

### 17. Jahrhundert
Im Jahr 1608 besaßen je die Familie von Kötteritz und von Schapelow einen Rittersitz. Im Jahr 1624 lebten im Dorf neun Hufner, 18 Kossäten, ein Schmied, ein Pachtschäfer und die Schäferknechte. Die Rittersitze waren 31 bzw. 24 Hufen groß, hinzu kamen vier Pfarrhufen sowie ein Hof mit vier Hufen, der von den von Schapelow von Abgaben befreit war. Das Dorf war vom Dreißigjährigen Krieg ebenfalls betroffen. Ein Vierhufnerhof lag im Jahr 1654 wüst, ebenso ein Dreihufnerhof und zwei Zweihufnerhöfe. Es gab drei Kossäten, allerdings auch 12 1⁄2 wüste Kossätenhöfe. Im Dorf lebten noch ein Schäfer sowie ein Hirte, der Vieh hielt. Zwölf Jahre später waren 23 Hufen wieder bewirtschaftet und drei lagen wüst. Neben einem Paar Hausleute gab es einen Schäfer sowie einen Hirten. Im Jahr 1667 entstand auf dem Anteil der von Schapelow „Das neue Haus, genannt der alte Rittersitz“ mit einem Brauhaus, einer wüst liegenden Schäferei sowie einer ebenfalls wüst liegenden Meierei. Der Anteil war 18 Ritterhufen groß und mit sechs Bauern besetzt. Von den zehn Kossätenhöfen lagen acht wüst. Im Jahr 1684 hatten die von Derfflinger das Dorf in ihren kompletten Besitz gebracht.

### 18. Jahrhundert
Im Jahr 1711 gab es in Hermersdorf acht Hufner und elf Kossäten. Der Hirte besaß kein Vieh. Außerdem lebten im Dorf der Schäfer, der Meisterknecht, der Hammelknecht und der Lämmerjunge. Die Bewohner mussten für 27 Hufen je 5 gr Abgaben leisten. Nach den von Derfflingern übernahmen im Jahr 1724 die von Ziethen und Erben das Dorf Hermersdorf. Im Jahr 1734 lebten dort sieben Bauern, vier Kossäten, vier Hausleute, ein Fischer, ein Schäfer sowie zwei Hirten. In Hermersdorf lebten weiterhin 28 Frauen, 16 große Söhne, 6 große Töchter sowie 19 Söhne und 23 Töchter unter 10 Jahren. Ihnen standen acht Knechte und fünf Mägde zur Seite. Im Jahr 1772 wurde lediglich von einem Prediger, sechs Bauern und Halbbauern sowie elf Kossäten und einem Büdner berichtet. Hermersdorf ging 1791 an die von Pannwitz. 1827 fiel das Gut an die Familie von Brünneck.

### 19. Jahrhundert
Im Jahr 1801 bestand Hermersdorf aus Dorf und Gut, in dem sieben Ganzbauern, elf Ganzkossäten und ein Einlieger lebten. Es gab einen Krug, eine Ziegelei sowie ein einzeln liegendes Forsthaus. Die Bewohner schlugen 3540 Morgen Mg Holz und betrieben 26 Feuerstellen (= Haushalte). Im Jahr 1818 wurde von einem adligen Dorf mit Vorwerk berichtet, in dem nur noch 25 Feuerstellen betrieben wurden. Hinzu kam das mittlerweile einzeln geführte Hermersdorfer Forsthaus mit einer weiteren Feuerstelle sowie die Ziegelei (ebenfalls mit einem Haushalt). Bis 1831 hatten sich in Hermersdorf weitere Gewerke angesiedelt: Es gab einen Schneider, vier Gehilfen bzw. Lehrlinge Zimmerleute, einen Rade- und Stellmacher, sechs Gehilfen bzw. Lehrlinge Maurer, eine Ziegelei, einen Webstuhl sowie einen Viktualienhändler, den Schankwirt und 10 männliche sowie acht weibliche Dienstboten. Im Jahr 1840 wurde in Hermersdorf lediglich von einem Dorf mit Rittergut berichtet, in dem 40 Wohngebäude standen. Im Jahr 1859 gab es in Hermersdorf 14 spannfähige bäuerliche Nahrungen mit 1296 Mg, 32 nichtspannfähige bäuerliche Besitzungen, die zwischen 1⁄4 und 10 1⁄2 Mg groß waren (zusammen 38 Mg). Hermersdorf bestand im Jahr 1862 aus dem Dorf mit Forsthaus, einer Ziegelbrennerei, einem ausgebauten Gehöft sowie dem Rittergut. Im Dorf standen 35 Wohn-, fünf gewerbliche und 36 steuerfreie Gebäude, im Rittergut waren es sieben Wohn-, zwei gewerbliche und 17 steuerfreie Gebäude. Das Dorf war 1777,7 Mg groß, darunter 1295 Mg Acker, 7 Mg Gärten, 86,7 Mg Wiese, 194,3 Mg Weide, 115,4 Mg Wald, 0,7 Mg Wasser, 46,6 Mg Wege, 11,4 Mg Flüsse und Bäche sowie 20,3 Mg Hofräume. Das Rittergut war 5139m8 Mg groß: 1738,1 Mg Acker, 8 Mg Gärten, 89,1 Mg Wiese, 151 Mg Weide, 2837,6 Mg Wald, 121,7 Mg Wasser, 160,1 Mg Wege, 19,1 Mg Flüsse und Bäche sowie 14,8 Mg Hofräume. Mit der Kreisreform von 1872 in Preußen waren Hermersdorf und Obersdorf selbständige Landgemeinden im damaligen Kreis Lebus geworden. Hermersdorf war vorher im Besitz der Adelsfamilie v. Brünneck, Obersdorf hatte bis 1872 zur Herrschaft Buckow gehört. Im Jahr 1882 gab es in Hermesdorf einen Gemeinbesitz von 20 Mg Große. Es gab fünf Bauerngüter zwischen 100 und 300 Mg (zusammen 660 Mg), sieben Kossäten mit 30 und 100 Mg Land (zusammen 427 Mg) sowie vier Büdner, die zwischen 5 und 30 Morgen bewirtschafteten (zusammen 32 Mg). Im Dorf standen 31 Besitzungen unter 5 Mg (zusammen 22 Mg). Hermersdorf bestand im Jahr 1880 mit einem Forsthaus, einer Ziegelei und einer Ackerwirtschaft.

### 20. und 21. Jahrhundert
Im neuen Jahrhundert gab es in Hermersdorf 53 Häuser aus 454 Hektar, im Rittergut neun Häuser aus 1312 Hektar. Das Rittergut wurde 1928 mit dem Dorf vereinigt und Landgemeinde (1931) mit dem Wohnplatz Eichendorfer Mühle. Im Jahr 1939 gab es im Dorf einen land- und forstwirtschaftlichen Betrieb, der größer als 100 Hektar war. Sieben weitere Betriebe waren zwischen 20 und 100 Hektar groß, vier Betriebe zwischen 10 und 20 Hektar, drei Betriebe zwischen 5 und 10 Hektar sowie 16 Betriebe zwischen 0,5 und 5 Hektar.
Nach dem Zweiten Weltkrieg wurde der Kreis 1950 erneut umbenannt, diesmal in Landkreis Seelow. Er ist nicht identisch mit dem 1952 geschaffenen, neuen und wesentlich kleineren Kreis Seelow, der bis 1993 existierte. In der Kreisreform von 1952 wurden Hermersdorf und Obersdorf dem neu geschaffenen Kreis Strausberg zugeordnet. Nach dem Zweiten Weltkrieg wurden in Hermersdorf 1413 Hektar enteignet: 410 Hektar Acker, 50,5 Hektar Wiese, 865,5 Hektar Wald und 87 Hektar sonstige Flächen. Davon wurden 329,5 Hektar an Landarbeiter und landlose Bauern verteilt, 44,6 Hektar an neun landarme Bauern, 42,4 Hektar an 23 Kleinpächter. Weitere 89 Hektar gingen an elf Umsiedler, 6,7 Hektar an vier Handwerker, 90 Hektar an die Gemeinde, 138,2 Hektar Wald an die Gemeinde Kienitz und 31,4 Hektar Wald an die Gemeinde Klein Neuendorf. Im Jahr 1954 gründete sich im Hermersdorf eine LPG vom Typ III mit zunächst 26 Mitgliedern und 135 Hektar landwirtschaftlicher Nutzfläche. Sie wuchs bis zum Jahr 1960 auf 83 Mitglieder und 693 Hektar Fläche an und wurde drei Jahre später an die LPG Typ I Münchehofe angeschlossen. Am 1. Januar 1957 wurde Münchehofe nach Müncheberg eingemeindet. Zum 22. März 1970 schlossen sich Hermersdorf und Obersdorf zur neuen Gemeinde Hermersdorf/Obersdorf zusammen. Im Jahr 1977 gab es in Hermersdorf neben der LPG die Revierförsterei Hermersdorf in Buckow.
Nach der politischen Wende 1990 wurde der Kreis Strausberg in Landkreis Strausberg umbenannt. 1992 schlossen sich die Gemeinden Trebnitz und Jahnsfelde (beide Orte aus dem damaligen Kreis Seelow) sowie Hermersdorf/Obersdorf, Eggersdorf bei Müncheberg, Hoppegarten bei Müncheberg und die Stadt Müncheberg zu einer Verwaltungsgemeinschaft, dem Amt Müncheberg zusammen. Zum 31. März 2002 schlossen sich die Gemeinden Eggersdorf/Mü., Hermersdorf/Obersdorf, Hoppegarten/Mü., Jahnsfelde, Trebnitz und die Stadt Müncheberg zur neuen Stadt Müncheberg zusammen. Das Amt Müncheberg wurde am selben Tag aufgelöst und die Stadt Müncheberg amtsfrei. Dabei wurde auch die Gemeinde Hermersdorf/Obersdorf aufgelöst, Hermersdorf und Obersdorf sind seither Ortsteile der Stadt Müncheberg.

## Bevölkerungsentwicklung
| Einwohnerentwicklung in Hermersdorf von 1731 bis 1971 | Einwohnerentwicklung in Hermersdorf von 1731 bis 1971 | Einwohnerentwicklung in Hermersdorf von 1731 bis 1971 | Einwohnerentwicklung in Hermersdorf von 1731 bis 1971 | Einwohnerentwicklung in Hermersdorf von 1731 bis 1971 | Einwohnerentwicklung in Hermersdorf von 1731 bis 1971 | Einwohnerentwicklung in Hermersdorf von 1731 bis 1971 | Einwohnerentwicklung in Hermersdorf von 1731 bis 1971 | Einwohnerentwicklung in Hermersdorf von 1731 bis 1971 | Einwohnerentwicklung in Hermersdorf von 1731 bis 1971 | Einwohnerentwicklung in Hermersdorf von 1731 bis 1971 | Einwohnerentwicklung in Hermersdorf von 1731 bis 1971 | Einwohnerentwicklung in Hermersdorf von 1731 bis 1971 | Einwohnerentwicklung in Hermersdorf von 1731 bis 1971 | Einwohnerentwicklung in Hermersdorf von 1731 bis 1971 | Einwohnerentwicklung in Hermersdorf von 1731 bis 1971 | Einwohnerentwicklung in Hermersdorf von 1731 bis 1971 | Einwohnerentwicklung in Hermersdorf von 1731 bis 1971 | Einwohnerentwicklung in Hermersdorf von 1731 bis 1971 |
| ----------------------------------------------------- | ----------------------------------------------------- | ----------------------------------------------------- | ----------------------------------------------------- | ----------------------------------------------------- | ----------------------------------------------------- | ----------------------------------------------------- | ----------------------------------------------------- | ----------------------------------------------------- | ----------------------------------------------------- | ----------------------------------------------------- | ----------------------------------------------------- | ----------------------------------------------------- | ----------------------------------------------------- | ----------------------------------------------------- | ----------------------------------------------------- | ----------------------------------------------------- | ----------------------------------------------------- | ----------------------------------------------------- |
| Jahr                                                  | 1734                                                  | 1772                                                  | 1791                                                  | 1798                                                  | 1801                                                  | 1818                                                  | 1840                                                  | 1864                                                  | 1871                                                  | 1885                                                  | 1895                                                  | 1905                                                  | 1925                                                  | 1939                                                  | 1946                                                  | 1964                                                  | 1971                                                  |                                                       |
| Einwohner                                             | 131                                                   | 175                                                   | 207                                                   | 208 und 8 (Forsthaus)                                 | 238                                                   | 206 und 10 (H. Forsthaus) und 9 (Ziegelei)            | 389                                                   | 479                                                   | 332 und 116                                           | 284 und 104 und 8 Forsthaus H. und 10 (Ziegelei)      | 261 und 109 und 5                                     | 239 und 108                                           | 324                                                   | 315                                                   | 360                                                   | 300                                                   | 842                                                   |                                                       |

## Kultur und Sehenswürdigkeiten
- Die Dorfkirche Hermersdorf entstand Ende des 13. Jahrhunderts. Der quadratische Westturm kam Anfang des 16. Jahrhunderts hinzu. 1735 veränderte Kirchengemeinde den Turmaufsatz. Im Innern steht unter anderem ein Altarretabel, das der Künstler Herrler um 1953 schuf und die Geburt Jesu, seine Taufe und die Kreuzigung zeigt.
- In der Hermersdorfer Straße erinnert ein Gedenkstein an die Befreiung 1945. Er steht, wie auch die Eichendorfer Mühle, unter Denkmalschutz.
- Dorfkirche in Obersdorf. 2. Hälfte 13. Jh.; nach Kriegszerstörungen 1945 wiederhergestellt[11]

## Söhne und Töchter der Gemeinde
- Alexander von Brünneck (1941–2023), Rechtswissenschaftler und Universitätsprofessor

## Belege
1. ↑  Müncheberg, Dienstleistungsportal des Landes Brandenburg, abgerufen am 22. November 2021.
2. ↑  Siegmund Wilhelm Wohlbrück: Geschichte des ehemaligen Bisthums Lebus und des Landes dieses Nahmens. Dritter Theil. Berlin 1832, S. 252.
3. ↑  Landbuch der Mark Brandenburg und des Markgrafthums Nieder-Lausitz in der Mitte des 19. Jahrhunderts. Dritter Band. Brandenburg. 1856. S. 225–226
4. ↑  Siegmund Wilhelm Wohlbrück: Geschichte des ehemaligen Bisthums Lebus und des Landes dieses Nahmens. Dritter Theil. Berlin 1832, S. 227ff., 261; Landbuch der Mark Brandenburg und des Markgrafthums Nieder-Lausitz in der Mitte des 19. Jahrhunderts. Dritter Band. Brandenburg. 1856. S. 211, 212
5. ↑  Statistisches Bundesamt (Hrsg.): Gemeinden 1994 und ihre Veränderungen seit 1. Januar 1948 in den neuen Ländern. Metzler-Poeschel, Stuttgart 1995, ISBN 3-8246-0321-7.
6. ↑  Beitrag zur Statistik Landesbetrieb für Datenverarbeitung und Statistik Historisches Gemeindeverzeichnis des Landes Brandenburg 1875 bis 2005 19.2 Landkreis Barnim PDF
7. ↑  Gesetz über die Selbstverwaltung der Gemeinden und Landkreise in der DDR (Kommunalverfassung) vom 17. Mai 1990, im Gesetzblatt der DDR 1990, Teil I Nr. 28 vom 25. Mai 1990, S. 255ff., Digitalisat.
8. ↑  Bildung des Amtes Müncheberg. Bekanntmachung des Ministers des Innern vom 13. Juli 1992. Amtsblatt für Brandenburg – Gemeinsames Ministerialblatt für das Land Brandenburg, 3. Jahrgang, Nummer 54, 31. Juli 1992, S. 969.
9. ↑  Bildung einer neuen Stadt Müncheberg Bekanntmachung des Ministeriums des Innern vom 19. Februar 2002. Amtsblatt für Brandenburg Gemeinsames Ministerialblatt für das Land Brandenburg, 13. Jahrgang, Nummer 10, 6. März 2002, S. 275 PDF
10. ↑  Hauptsatzung der Stadt Müncheberg (Memento vom 3. Dezember 2013 im Internet Archive)
11. ↑  Georg Dehio: Handbuch der deutschen Kunstdenkmäler. Brandenburg. Deutscher Kunstverlag, Berlin und München, 2000, S. 735